# Groape, Maramureș
Groape (în maghiară Groppa) este un sat ce aparține orașului Târgu Lăpuș din județul Maramureș, Transilvania, România.
Satul Groape este situat la 15 km vest față de Târgu Lăpuș, fiind  alcatuit din 16 case.

## Istoric
Prima atestare documentară: 1638 (Groppa). 

## Etimologie
Etimologia numelui localității: dintr-un nume topic Groapă (< apelativul groapă „cavitate în pământ", cuvânt autohton, cf. alb. gropë). 

## Demografie
La recensământul din 2011, populația era de 76 locuitori. 

## Monument istoric
- Biserica de lemn „Sfinții Apostoli” (1830).

## Galerie de imagini

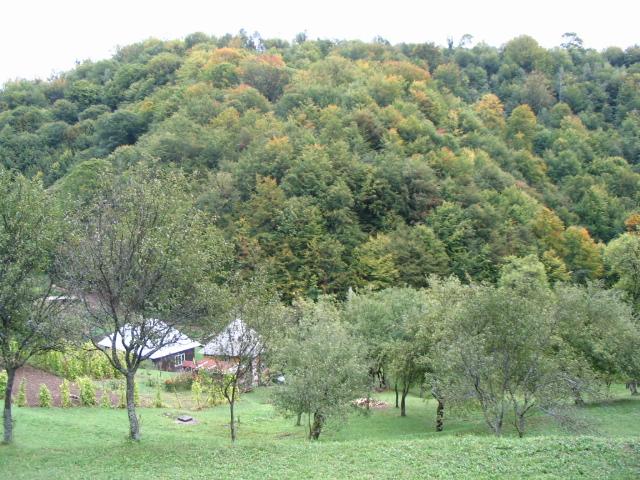
Vara
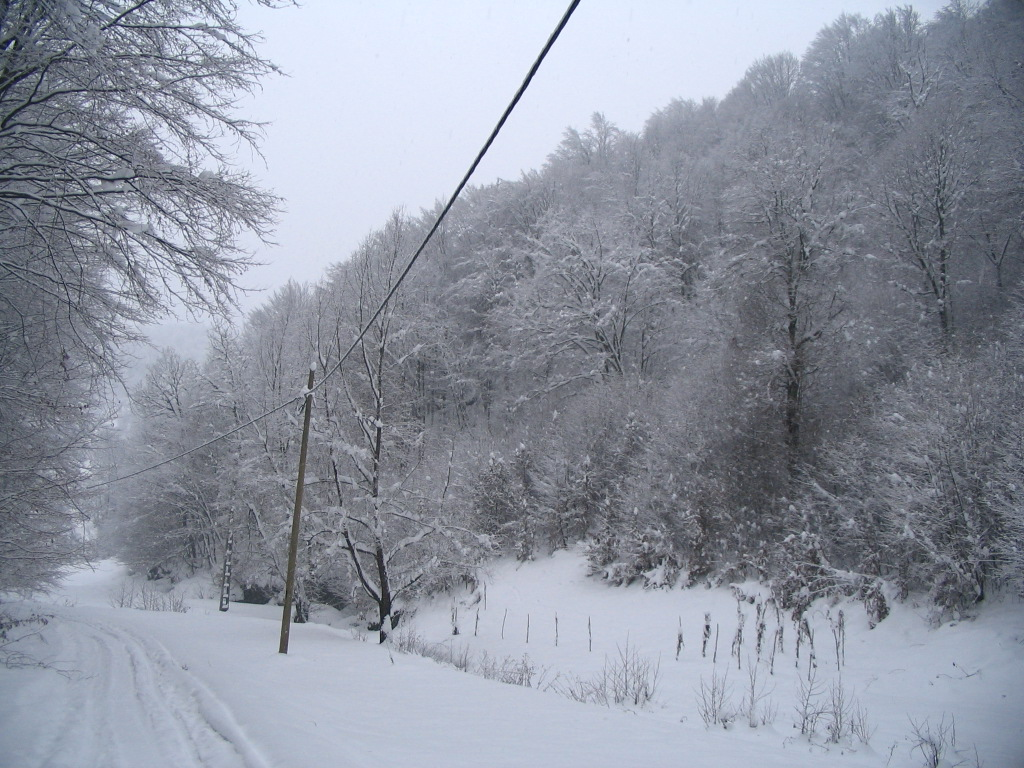
Iarna